# Гурій (Єгоров)
Митрополит Гурій (світське ім'я — В'ячесла́в Миха́йлович Єго́ров; *1 липня 1891 с. Опеченський Посад Боровицького уїзду Новгородської губ., Росія. — 12 липня 1965 Сімферополь, Україна) — архієрей Українського езкархату Російської Православної Церкви. Архієпископ Чернігівський та Ніжинський (1954—1955), Дніпропетровський та Запорізький (1955—1959), Митрополит Сімферопольський та Кримський (1961—1965). Також очолював єпископську кафедру в Інгерманландії в сані митрополита Ленінградського та Ладозького РПЦ. В'язень сталінських концтаборів. Національність — росіянин.